# سرتنغ (ديناران)
سرتنغ (بالفارسية: سرتنگ) هي قرية تقع في إيران في قسم دیناران الريفي. يقدر عدد سكانها بـ 48 نسمة بحسب إحصاء 2016.